# Plaça del Rei

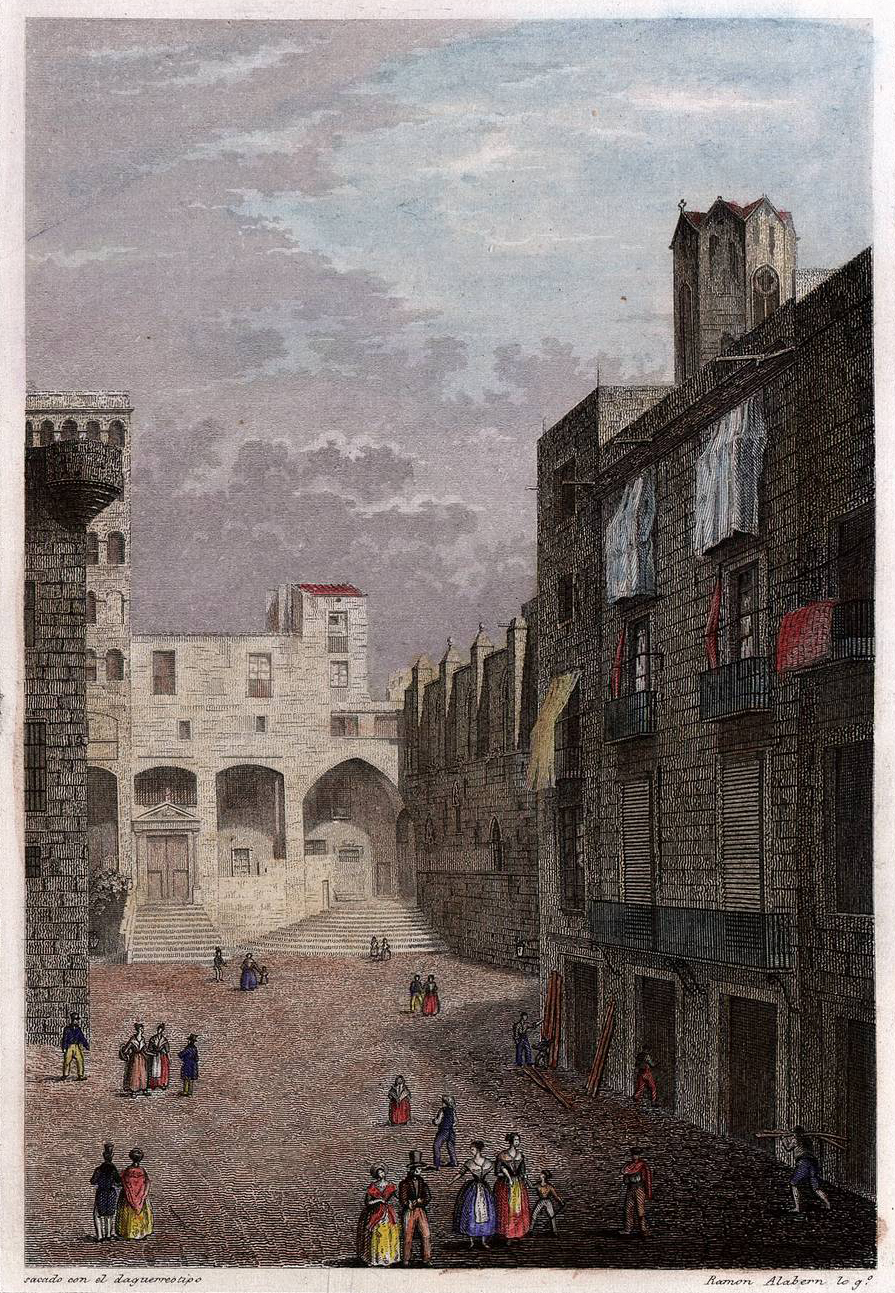
Widok rynku około 1842 na obrazie Ramona Alaberna i Molesa

Plaça del Rei (hiszp. Plaza del Rey, Plac Króla) – plac w dzielnicy Barri Gòtic, w obrębie Ciutat Vella  w Barcelonie.

## Historia
Jest to monumentalny plac otoczony gotyckimi i renesansowymi budynkami, z których większość jest częścią kompleksu Palau Reial Major, który był rezydencją i siedzibą rządu hrabiów Barcelony i królów Aragonii.
Plac wraz z terenem, na którym obecnie stoi pałac Lloctinent, stanowił część dziedzińca pałacu królewskiego. Chociaż był zamknięty murem, był otwartą przestrzenią wykorzystywaną przez wieki jako rynek. Potem miał różne zastosowania, a w 1387, za panowania Jana I Myśliwego, odbyły się tu pierwsze w Barcelonie walki byków.
7 grudnia 1492, na schodach do Palau Reial Major, król Ferdynand Aragoński padł ofiarą zamachu dokonanego przez Juana de Canyamars. Został osądzony i skazany na śmierć.

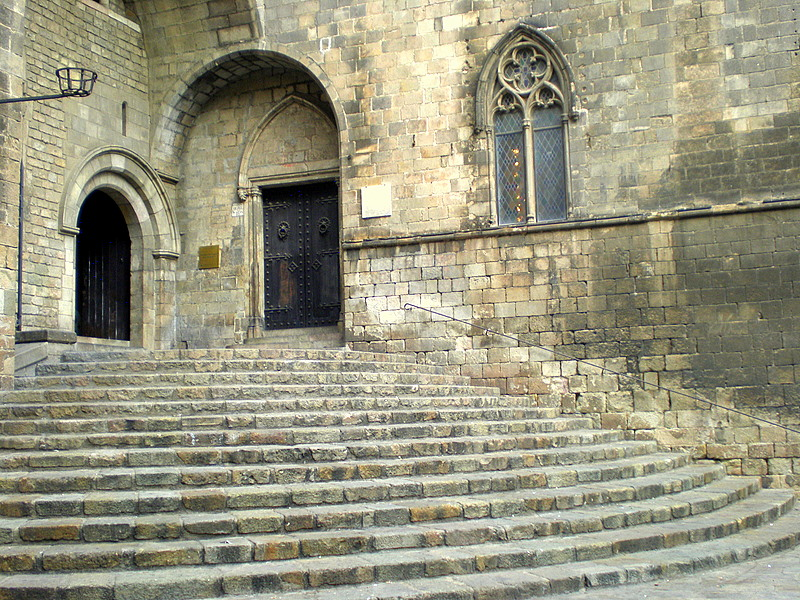
Schody do kaplicy św. Agaty

Obecny prostokątny układ placu wynika z przebudowy w drugiej połowie XIV wieku, za panowania Marcina I. Wówczas zlikwidowano rynek w celu stworzenia miejsca do organizowania turniejów.
W połowie XIX wieku Rada Miejska Barcelony zleciła architektowi miejskiemu Francisco Danielowi Molinie przebudowę placu. Molina zbudował monumentalną fontannę w stylu neogotyckim, której działalność zainaugurowano 16 października 1853. Między fontanną a kaplicą św. Agaty zainstalowano kolumnę zrekonstruowaną z pozostałości dwóch innych kolumn ze starej świątyni Augusta, który odnaleziono po wyburzeniu domu przy ulicy Llibreteria.
W latach 1931–1934 Agustín Durán Sanpere przeprowadził kolejną przebudowę, która nadała placowi jego obecny kształt. Usunięto drzewa i neogotycką fontannę. W tym samym czasie przeniósł się tutaj Casa Padellàs, który pierwotnie znajdował się w części Calle Mercaders zburzonej przez otwarcie Vía Layetana. W wyniku tej przebudowy pod placem odkryto ważne pozostałości rzymskiego miasta. To doprowadziło do powstania Muzeum Historii Barcelony (MHCB) promowanego przez Durána. Rozpoczęło działalność w Casa Padellàs w 1943.
Współcześnie najważniejszymi budynkami przy placu są El Tinell, na którym wznosi się wieża znana jako Mirador del Rey Martín, kaplica św. Agaty oraz pałac Lloctinent. Budynkiem zamykającym prostokątny plac jest Casa Padellás z XVI wieku, który został przeniesiony kamień po kamieniu z pierwotnej lokalizacji przy ulicy Mercaders.
W 1956 rzymska kolumna została przeniesiona do siedziby Centrum Wycieczkowego Katalonii (Centro Excursionista de Cataluña), gdzie zachowały się inne pozostałości świątyni Augusta.
W 1986 na placu zainstalowano rzeźbę Topos V, odlaną ze stali pracę Eduardo Chillidy.